# Achim Klenke
Achim Klenke (* 1968 in Bremen) ist ein deutscher Mathematiker, der sich mit Stochastik befasst. Er ist Professor an der Johannes-Gutenberg-Universität Mainz.
Klenke studierte von 1988 bis zum Diplom 1993 Mathematik an der Universität Göttingen, war dort bis 1994 wissenschaftlicher Angestellter im Institut für mathematische Stochastik und wechselte dann an die Friedrich-Alexander-Universität Erlangen-Nürnberg, an der er 1996 bei Andreas Greven summa cum laude promoviert wurde. (Dissertation: Diffuse Clustering). Er habilitierte sich 2000 in Erlangen (Habilitationsschrift: Longtime behavior of stochastic processes with complex interactions, er erhielt dafür den Emmy-Noether-Habilitationspreis), war dort ab 1996 bis 2002 Oberassistent und wurde 2002 Professor für Stochastik und Versicherungsmathematik an der Universität zu Köln, bevor er Professor in Mainz wurde.
Er ist bekannt für ein Stochastik-Lehrbuch, das auch in englischer Übersetzung erschien.

## Schriften
- Wahrscheinlichkeitstheorie, 3. Auflage, Springer 2013
  - Englische Ausgabe: Probability Theory, Springer, 2. Auflage 2014
- Different clustering regimes in systems of hierarchically interacting diffusions, Annals of Probability, Band 24, 1996, S. 660–697
- Multiple scale analysis of clusters in spatial branching models, Annals of Probability, Band 25, 1997, S. 1670–1711